# Too Much Love Will Kill You
Too Much Love Will Kill You är en sång skriven av Queens gitarrist Brian May, Elizabeth Lamers och Frank Musker.
May framförde låten under The Freddie Mercury Tribute Concert 1992 och den fanns senare samma år med på hans solodebutalbum Back to the Light. Den släpptes även som singel och blev som bäst femma på den brittiska singellistan. Redan tidigare hade sången dock spelats in av Queen med Freddie Mercury som sångare, ursprungligen tänkt till albumet The Miracle 1989. Denna version fanns istället med på Made in Heaven, utgivet 1995 efter Mercurys bortgång. Även denna version släpptes som singel och nådde som bäst plats nummer 15 på den brittiska singellistan.
Sången beskriver Mays känslor inför sin skilsmässa och att känna sig sliten mellan två kvinnor som han båda älskade.